# Чепркало (часопис)
Чепркало : лист за шалу и забаву је српски хумористички лист. Лист је штампан у Београду. Излазио је током 1898. године, од 11. јануара када је изашао први број, до 30. јануaра када је изашао 5, тј. задњи број.

## Историјат
У складу са именом листа, уредништво се трудило да рашчепрка по буњишту и да то пружи читаоцима. Трудили су се да слике које се објављују у часопису буду што лепше. Тако да су ангажовали карикатуристу А. Петровића, који је вредно сарађивао у овом часопису.  Као и већина часописа тога времена у Србији, и Чепркало је избегавао домаће политичке теме, поготово оне које су се односиле на краљевску породицу. Уместо тога посвећивало се међународној ситуацији и објављивању карикатура на тему  агоније Турске.  И у тим карикатурама замерало се Србима што седе "скрштених руку" док други народи корист траже за себе од могућег краја Отоманског царства. Преузимане су на ту тему карикатуре из стране штампе.  

## Периодичност излажења
Лист је излазио једном недељно.

## Место издавања и штампарија
Лист је штампан у Београду, у Штампарији Драгољуба Миросављевића.

## Галерија
- Чепркало, 1898, бр.2, стр.3
- Чепркало, 1898, бр.2, стр.4
- Чепркало, 1898, бр.5, насловна страна